# Africa GreenTec

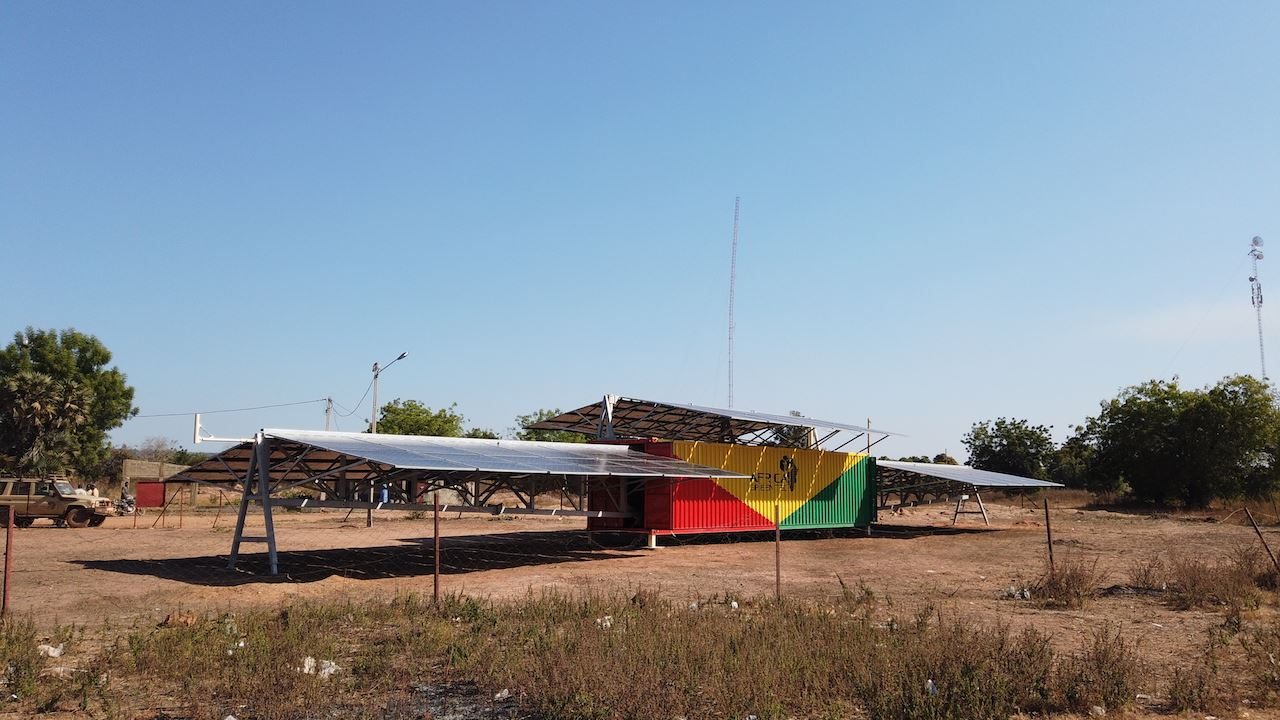
Solartainer AMALI in Toukoto Mali (Nahaufnahme)

Die Africa GreenTec AG ist ein Sozialunternehmen, das 2016 gegründet wurde und seinen Sitz in Hainburg hat. Mit ihren Landesgesellschaften errichtet und betreibt die Gesellschaft in Dörfern in Subsahara-Afrika, die in der Regel nicht an das öffentliche Stromnetz angeschlossen sind, Inselnetze (Mini-Grids). Die Versorgung mit bezahlbarem, erneuerbarem Strom, erfolgt aus containerisierten Solarkraftwerken, sogenannten Solartainern. Die Solarkraftwerke sollen als Ausgangspunkt für die wirtschaftliche Entwicklung vor Ort dienen. Zusätzlich bietet das Unternehmen Dienstleistungen wie Kühlräume, Wasseraufbereitung und Internet an.
Einsatzgebiete sind bisher Dorfgemeinschaften in der Sahelzone in Mali, Niger, Senegal sowie Madagaskar.
Kürzlich führte der Vorstandsvorsitzende Wolfgang Rams wegen einer Schieflage des Vorzeigeunternehmens vor Aktionären aus, dass ein Insolvenzantrag vorbereitet sei.

## Geschichte

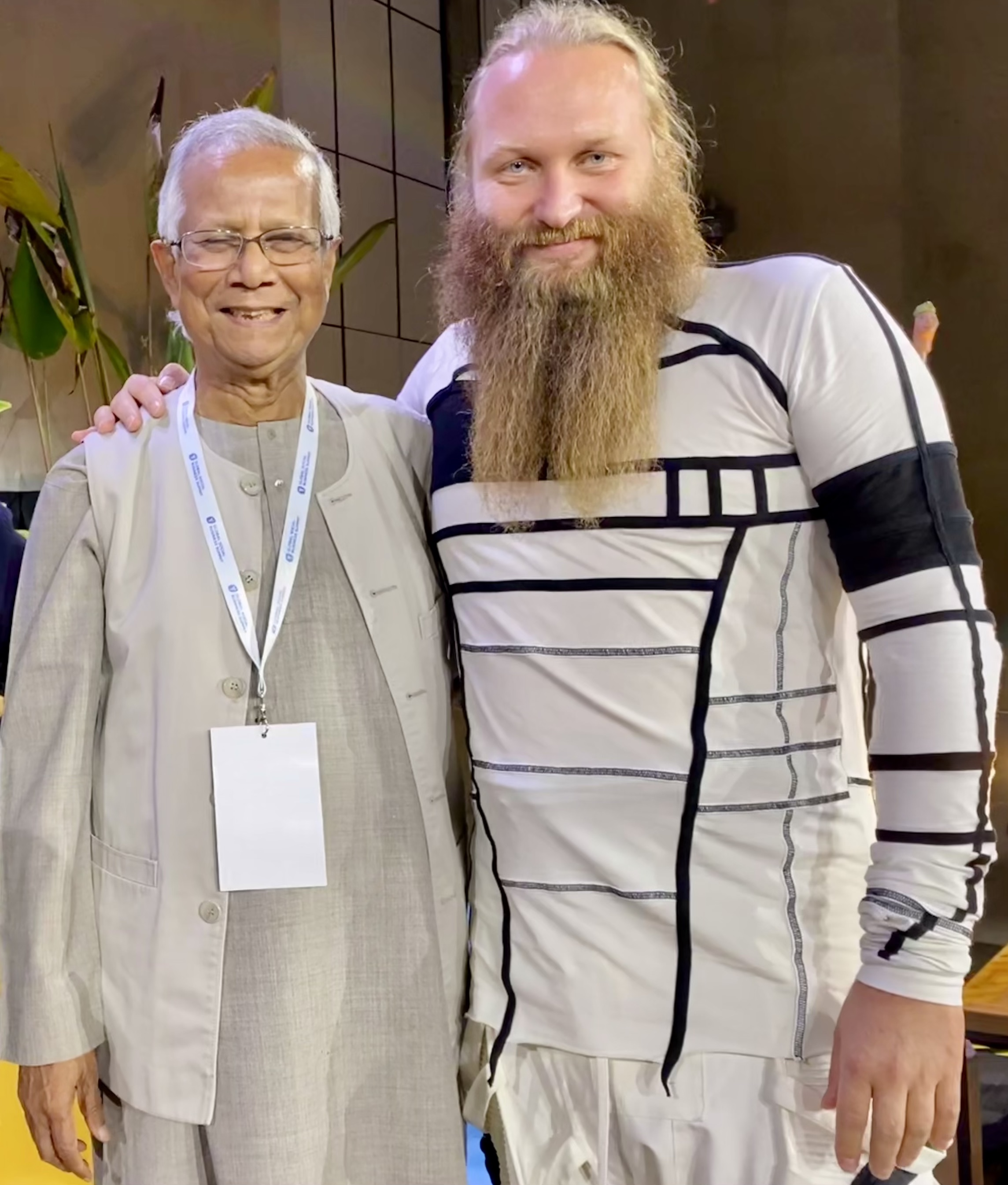
Torsten Schreiber mit Mentor Muhammad Yunus auf dem Global Social Business Summit in Turin 2022

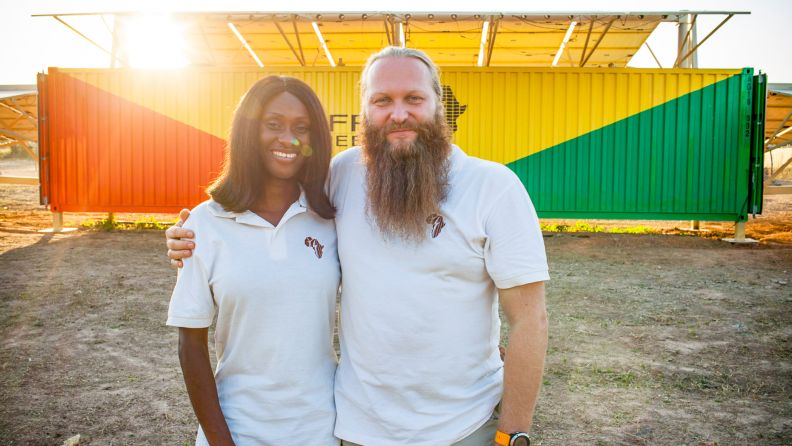
Gründerpaar Aida und Torsten Schreiber in Mali vor einem Solartainer.

Africa GreenTec wurde 2016 von dem Ehepaar Aida und Torsten Schreiber gegründet. Die Gründerin stammt aus Mali. Der Gründer stammt aus Deutschland. Mentor des Gründers ist der Wirtschaftswissenschaftler Muhammad Yunus.

### Gründungsidee
Das Gründerpaar besuchte 2014 im Heimatland der Gründerin deren Mutter, um die gemeinsame Tochter vorzustellen. Zu dem Zeitpunkt war Torsten Schreiber noch als Mitgründer von bettervest aktiv und wurde vom Energieminister eingeladen, um über Möglichkeiten zur Verbesserung der Stromversorgung in Mali zu sprechen. Bei dem Treffen mit dem Energieminister erläuterte Torsten Schreiber das Geschäftsmodell von bettervest. Der Vorschlag eines Energiecontractingmodels belustigte den Energieminister. Der Energieminister von Mali lud Torsten Schreiber ein, ein zentrales Dieselkraftwerk in der Hauptstadt Bamako zu besuchen, damit dieser sich ein Bild der Anlagenstruktur machen kann.
Die Besichtigung des Dieselkraftwerks, in dem 2014 Dieselmotoren aus den 1960er und 1970er Jahren im Einsatz waren und täglich 140.000 Liter Dieselkraftstoff verbrannt wurden, stellte den Schlüsselmoment für die Gründung von Africa GreenTec dar. Africa GreenTec ist eine Kombination aus „Africa“, der Heimat der Gründerin Aida Schreiber, und „GreenTec“ des Gründers Torsten Schreiber, der sich auf Energieeffizienz spezialisiert hatte. Eine Optimierung eines museumsreifen Dieselkraftwerks, um etwas Diesel einzusparen, schied als Option aus. Dies galt insbesondere vor dem Hintergrund der hohen Anzahl von Sonnenstunden und dem somit optimalen Einsatzort für Photovoltaikanlagen.

### Vorgeschichte bis zur Gründung 2016
Nach dem Besuch in Bamako plante das Gründerpaar zunächst, ein Müllverbrennungskraftwerk zu bauen, um die Dieselgeneratoren zu ersetzen. Um das Projekt mit einem Investitionsvolumen von 40 Mio. € realisieren zu können, bemühte sich Torsten Schreiber um Investoren für das Projekt. Nach mehreren vergeblichen Versuchen, Kapital für die Realisierung einer nachhaltigen Energieversorgung bei gleichzeitiger sauberer Müllentsorgung in Malis Hauptstadt Bamako zu erreichen, fand in Frankfurt ein Treffen mit Investoren statt. Wiederkehrend argumentierten die Investoren mit der Gefahr einer Verstaatlichung eines großen Kraftwerks. Schreiber entgegnete den Investoren, dass er in diesem Falle das Kraftwerk wieder zerlegen und in ein Nachbarland transportieren werde. Dadurch würde ein mobiles Asset entstehen, welches in einem Krisenland wie Mali dann leichter zu finanzieren wäre. Es entstand die Idee für ein mobiles Solarkraftwerk für Afrika. Mit dem Bau eines Prototyps beauftragte Schreiber anschließend ein Duisburger Unternehmen.
Gemeinsam mit einem Freund der Familie, Charlie Njonmou, der später bei einem Autounfall verstarb, gründete Torsten Schreiber die Mobile Solarkraftwerke Afrika GmbH & Co. KG als Zweckgesellschaft für das Pilotvorhaben. Diese wurde im März 2015 im Handelsregister eingetragen. Im gleichen Monat wurde auf der von Schreiber mitgegründeten Plattform bettervest das erste Crowdinvesting für ein Projekt in Afrika in der Geschichte des deutschen Crowdfundings durchgeführt. Bis dahin wurden ausschließlich Projekte mit Sitz in Deutschland in Crowdinvesting-Kampagnen angeboten. Das Startup konnte das Pilotprojekt mit 107.700 Euro in 90 Stunden via Crowdfunding finanzieren. Der Solartainer, der mit diesem Kapital gebaut wurde, war ein kleinerer Prototyp in einem 20-Fuß-Container. Dieser wurde in Mali im Dorf Mourdiah errichtet.
Nach dem Tod des Mitgründers und Geschäftsführers Charlie Njonmou im Jahr 2018 wurde die Mobile Solarkraftwerke Afrika GmbH & Co. KG nicht fortgeführt.

### Unternehmensgründung und erste Finanzierungsrunde
Nach der Gründung von Africa GreenTec im Frühjahr 2016 wurde das Unternehmen für den Energy Awards des Handelsblatts nominiert. Das Team bestand damals aus Torsten Schreiber, seiner Frau Aida Schreiber, Charlie Njonmou und Robert Skibicki.
In der Folge der Presseberichterstattung bekam das Startup internationale Aufmerksamkeit und Schreiber konnte erste private Investoren für die Seedfinanzierung gewinnen, zu denen auch der spätere Vorstand Wolfgang Rams und Benjamin Reddmann gehörten.
Mit dem Kapital aus der Seedfinanzierung entwickelte Africa GreenTec für 500.000 Euro den ersten 40 Fuß-Prototypen Amali. Der Solartainer wurde im Januar 2017 fertig.
Dieser Prototyp war später Teil der preisgekrönten ZDF-Dokumentation „Die Solarstrommacher“.

### Forschungs- und Entwicklungspartnerschaft mit der Audi AG
Im Oktober 2021 gab das Unternehmen eine umfangreiche Entwicklungspartnerschaft mit dem deutschen Automobilkonzern Audi bekannt. Africa GreenTec entwickelt aus gebrauchten Fahrzeugbatterien von Audi stationäre Speicher, die in den Anlagen des Unternehmens zur Stromspeicherung eingesetzt werden. Die Nutzung von Lithium-Ionen-Speichern in „2nd Life“-Anwendungen gilt als eine wichtige Lösung, um den CO2-Fußabdruck von Lithium-Ionen-Speichern zu reduzieren und ist eine große Herausforderung für die Industrie, da durch die Umstellung der Mobilität auf batterieelektrische Fahrzeuge (BEV) Millionen Tonnen von Batterien neu in den Wirtschaftskreislauf kommen.
Neben der Reduzierung des CO2-Fußabdrucks von Lithium-Ionen-Speichern sollen mit diesem Ansatz die Produktionskosten für die Solartainer und für andere Produkte mit integrierten Stromspeichern reduziert und dadurch der Strom oder die übrigen Produkte für die Kunden in Subsahara-Afrika günstiger werden. Wenn die ehemaligen Antriebsbatterien das Ende der Nutzbarkeit als stationäre Speicher erreicht haben, werden diese an Audi zurückgegeben und anschließend einem umfassenden Batterierecycling zugeführt.

### Verlagerung der Produktion

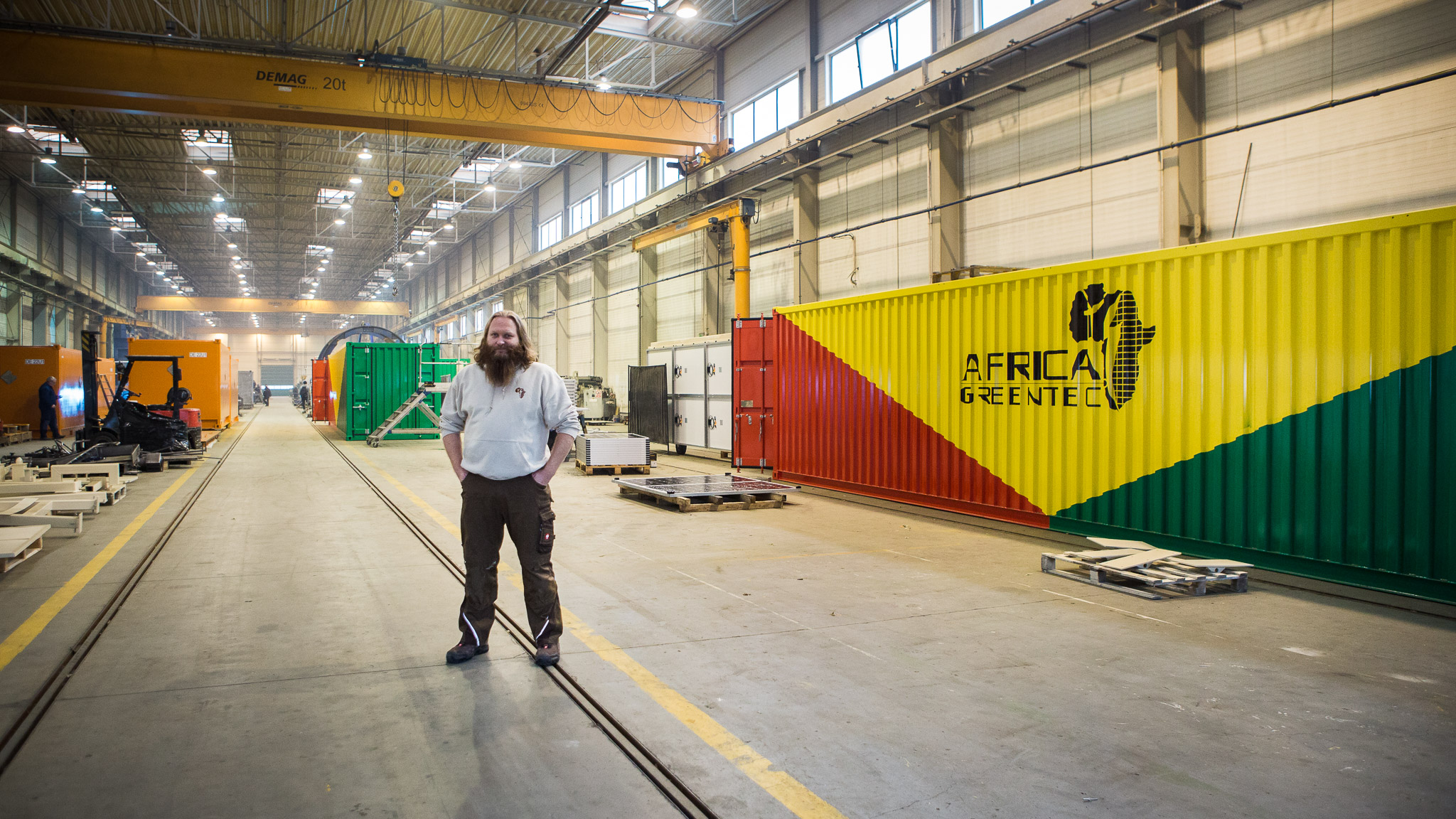
Torsten Schreiber in einer Produktionshalle in Polen.

Nach der Produktion des ersten Solartainers in Duisburg wurden weitere Solartainer zunächst in Polen und später in der Türkei produziert. Da der Transportweg verkürzt und damit Treibhausgasemissionen gespart werden sollten, wurde 2023 die Produktion nach Dakar im Senegal verlagert. Des Weiteren soll so das Gros der Wertschöpfung nach Afrika verlegt werden.

## Geschäftsmodell, Märkte und Unternehmensziele

### Ziele

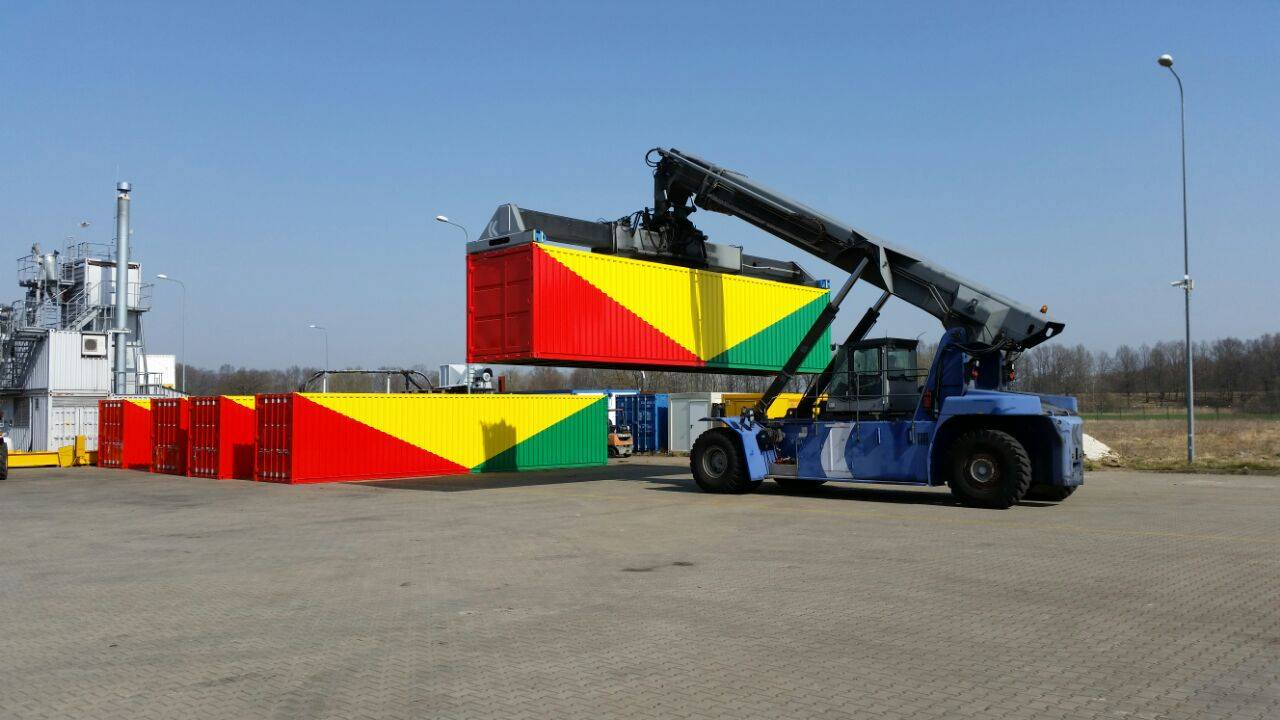
Solartainer AMALI Serienproduktion. Die Container wurden von der Firma selbst gebaut und besitzen eine eigene CSC-Kennung.

Ziele sind die Verhinderung von Abwanderung durch Verbesserung der Situation der Bevölkerung vor Ort. Ein weiteres Ziel ist die Verdrängung von Dieselgeneratoren und den damit verbundenen Schadstoffemissionen, wie zum Beispiel dem Ausstoß von CO2 und Ruß. Dazu werden auf Stromversorgung aufbauende Dienstleistungen und Produkte, wie Trinkwasseraufbereitung und Kühlsysteme (Kühlcontainer für landwirtschaftliche Produkte) inklusive Smart-Metering, angeboten bzw. implementiert. Die lokale Bevölkerung und Mitarbeiter werden in erneuerbaren Energien und Energieeffizienz geschult. Die Erhöhung der Versorgungssicherheit mit Strom, sauberem Trinkwasser, Kühlsystemen und Internet führt zur Schaffung von Arbeitsplätzen im örtlichen Kleingewerbe und damit steigt das Einkommen der Dorfbewohner.
Die Verflechtung von mehreren, nicht primär auf Profit gerichteten Unternehmenszielen, wie beispielsweise Innovation, Energieeffizienz, Bildung, Fluchtursachenbekämpfung, Umwelt- und Klimaschutz macht die Africa GreenTec AG zu einem Sustainability Entrepreneurship, ein Oberbegriff für die Kombination aus Social Entrepreneurship als auch für Eco-entrepreneurship.
Africa GreenTec baute als erstes Unternehmen in Mali etliche Minigrids mit mobilen Photovoltaikanlagen auf. Das Unternehmen hat es sich zum Ziel gesetzt, bis zum Jahr 2030 mit einem Gesamtinvestitionsvolumen von 1 Mrd. Euro in Afrika 3 Millionen Menschen in 1.000 Dörfern mit Strom zu versorgen. Die Weltbank hat das Marktvolumen für solche Mini-Grids in einer Studie im Juni 2019 mit 210.000 Mini-Grids ermittelt, die bis 2030 bis zu 500 Mio. Menschen mit Strom versorgen sollen. Für 2021 und 2022 kündigt das Unternehmen die Expansion nach Tschad, Senegal und Madagaskar an.

### Ursprüngliches Geschäftsmodell und ursprüngliche Unternehmensziele

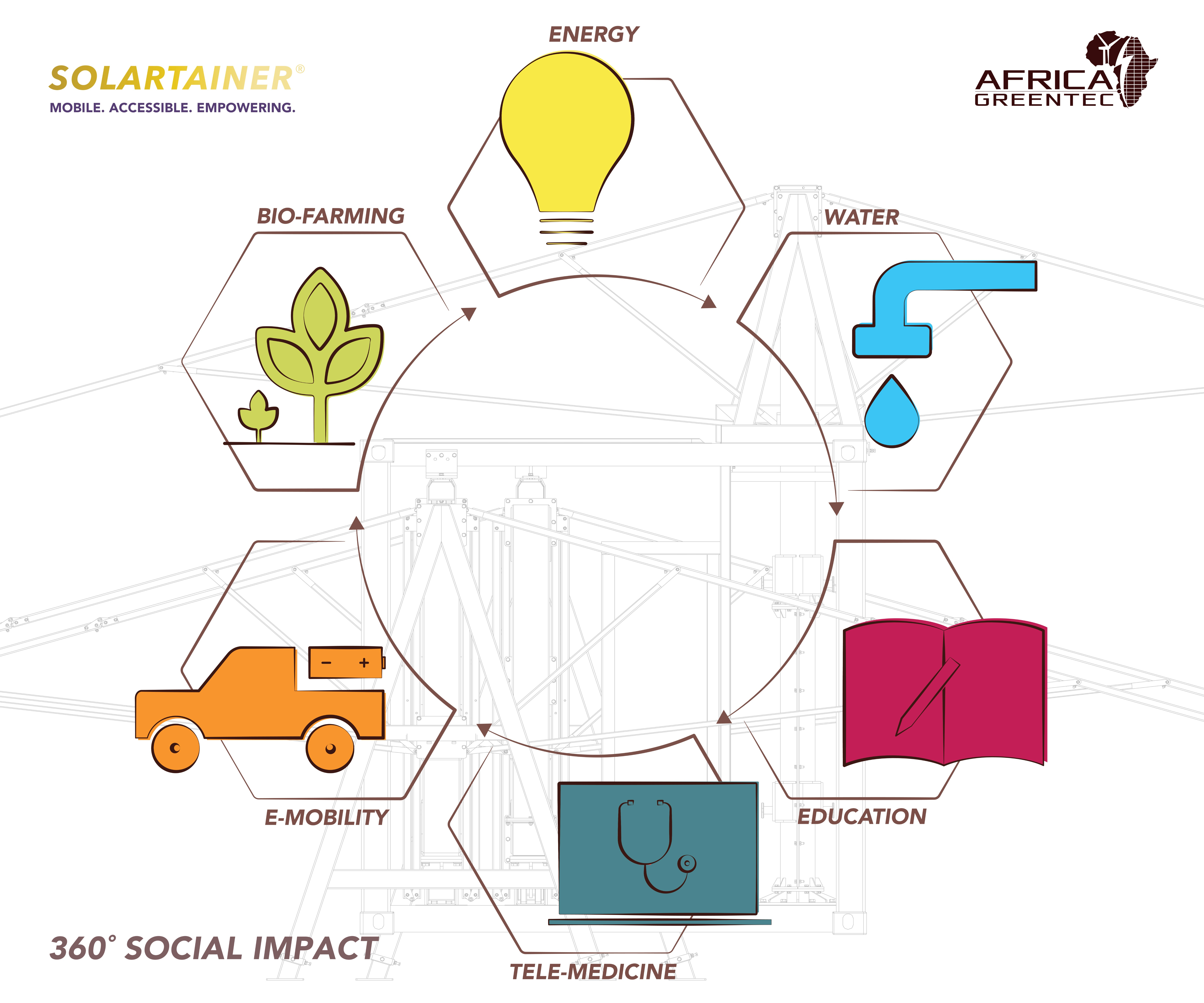
Frühes Konzept von ganzheitlichem Impact-Hub 2016.

In der Zeit der Unternehmensgründung wurde ein holistischer Ansatz entwickelt, der in weiterentwickelter Form Grundlage des aktuellen Geschäftsmodells ist. Das ursprüngliche Konzept zielte darauf ab, die Geschäftsfelder Energieversorgung, Wasseraufbereitung und -verteilung, Bildung, Telemedizin, Elektromobilität und Ökologische Landwirtschaft zu bedienen.

### Anpassung des Geschäftsmodells
Nach der Inbetriebnahme der ersten Solartainer wurden die ersten Erfahrungen genutzt, um das Geschäftsmodell anzupassen. Es wurde erkannt, dass der alleinige Verkauf von Strom langfristig nicht kostendeckend sein wird. Es wurden daher weitere Produkte und Dienstleistungen ins Angebot aufgenommen. Der Solartainer ist dabei das zentrale Element zur Stromerzeugung und Stromspeicherung. Ergänzt wurden mittlerweile Wasseraufbereitungsanlagen, Kühlcontainer und weitere Dienstleistungen. Die Gesamtheit der installierten Anlagen und angebotenen Dienstleistungen in einem Dorf wird ImpactSite genannt.
Außerdem arbeitet Africa GreenTec im Jahr 2023 weiter an der Entwicklung und Markteinführung neuer Produkte, um die Wertschöpfungskette des Solarstroms weiter auszubauen. Als sogenannte ImpactProducts stehen Kühlräume, Kühlschränke, Solarpumpen und Straßenbeleuchtung sowie die Versorgung von Kleinunternehmen und Handwerksbetrieben mit Strom zur Verfügung. Bei ihren Solarpumpenprojekten kooperiert Africa GreenTec mit WILO.

### Aktuelles Geschäftsmodell

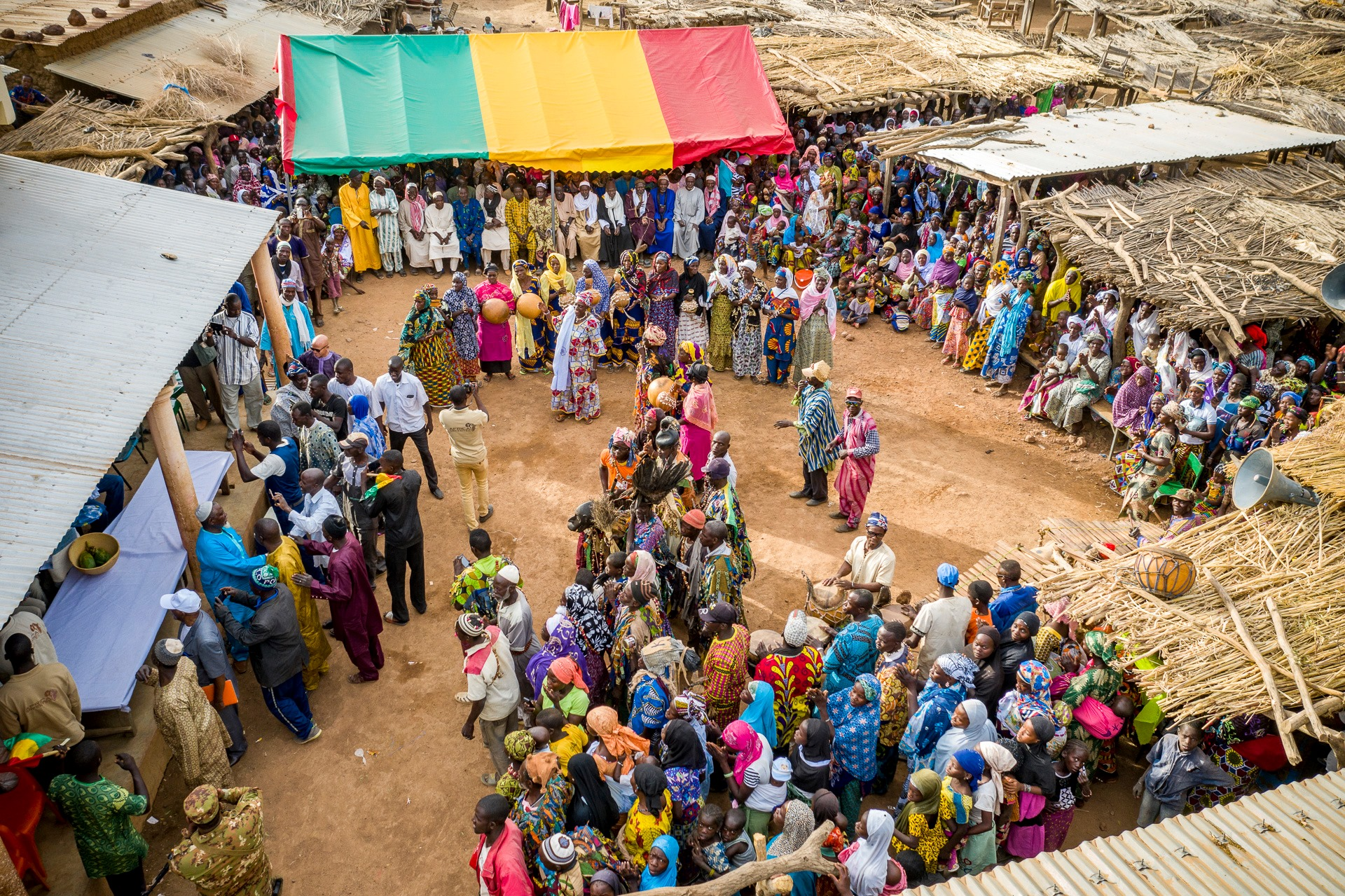
Africa GreenTec in einem Dorf.

In den Dörfern, die von Africa GreenTec erstmalig mit Elektrizität versorgt werden sollen, wird zunächst die Bevölkerung auf die anstehende Veränderung und insbesondere die mit Elektrizität verbundenen Gefahren vorbereitet. Da in den Dörfern eine durchschnittliche Analphabetenquote von über 80 Prozent herrscht, werden die Informationen und Sicherheitshinweise mit Darstellern und gedruckten Bildergeschichten vermittelt. Anschließend sind durchschnittlich 30 Prozent der Einwohner des Dorfes bereit, einen Vertrag mit Africa GreenTec abzuschließen. Im nächsten Schritt wird ein Stromnetz im Dorf verlegt, der Aufstellungsort für den Solartainer ausgesucht und vorbereitet.
Anschließend wird der Solartainer aufgestellt und in Betrieb genommen. Der Stromverbrauch ist zu Beginn oft noch niedrig, da im Dorf kaum elektrische Geräte, Lampen, Kühlschränke oder ähnliches vorhanden sind. Nachdem der Strom fließt, werden immer mehr elektrische Geräte angeschafft und der Stromverbrauch steigt mit der Zeit.
In der ImpactSite betreibt Africa GreenTec unter anderem eine Wasseraufbereitungsanlage und erzeugt sauberes Trinkwasser sowie entsalztes Wasser für die Feldbewässerung. Als weitere Dienstleistung wird Regalplatz in einem Kühlcontainer, dem Cooltainer, vermietet. Der in der Region übliche Verlust von Gemüse, Fisch und Fleisch durch Verderben kann so reduziert werden. Die Menschen, die die Lebensmittel produziert haben, können so ohne großen Mehraufwand mehr Erlöse erzielen und es werden weniger Lebensmittel verschwendet.
Neben Strom, sauberem Wasser und Kühlung kann Internet per Satelliten-Wi-Fi angeboten werden.
Jede ImpactSite wird dabei in Bezug auf die sozialen sowie wirtschaftlichen Verhältnisse der Bewohner des jeweiligen Dorfes angepasst und optimiert.
Wird ein Dorf, das mit einer ImpactSite versorgt wird, an das nationale Stromnetz angeschlossen, baut Africa GreenTec den Solartainer ab und verlegt diesen in ein anderes Dorf. Das Stromnetz wird in dem Fall an den nationalen Stromnetzbetreiber veräußert.
Africa GreenTec gibt an, dass in den Dörfern, in denen das Unternehmen Strom verkauft, über 167.000 Menschen leben. Das Unternehmen ist mit Stand zum 1. September 2023 in 30 Dörfern im Sahel als kommunaler Energieversorger aktiv, teilweise sind die Anlagen noch im Aufbau. Im Jahr 2022 wurden Anlagen im Senegal und in Madagaskar eröffnet.
Da das Konzept, ein Mini-Grid aufzubauen und aus einem Solartainer mit Strom zu versorgen, nur in größeren Dörfern wirtschaftlich darstellbar ist, fehlte ein Konzept, kleinere Dörfer zu elektrifizieren. Im Oktober 2022 hat Africa GreenTec seine Beteiligung am Technologieunternehmen Power-Blox AG (Schweiz) bekannt gegeben. Auf dem afrikanischen Kontinent übernimmt Africa GreenTec die Produktion und den exklusiven Vertrieb der patentierten Technik. Mit der Zusammenarbeit mit der Power-Blox AG wird das bisherige Angebot um den Leistungsbereich 200 Watt bis 10 kW erweitert. Die Powerblox ermöglicht es, einzelne Haushalte auf Gleichstrombasis zu einem Schwarmnetz zu verbinden. In dem Schwarmnetz werden die Verbrauchskurven der einzelnen Haushalte ausgeglichen. Die Technik synchronisiert die Frequenz im Schwarmnetz, wenn mehrere Powerblox zusammengeschaltet werden. In allen Haushalten, die am Schwarmnetz angeschlossen sind, steht Wechselstrom mit 220 Volt zur Verfügung. Damit wird erreicht, dass die Nutzer den Strom auch produktiv, also für gewerbliche Zwecke einsetzen können.
Wenn der Strombedarf in einem Dorf auf 10 kW gestiegen ist, was 50 miteinander vernetzten Powerblox entspricht, werden die Powerblox abgebaut und in anderen Dörfern eingesetzt. Als nächste Ausbaustufe wird in dem Dorf ein Solartainer mit der benötigten Leistung errichtet. Mit zunehmendem Strombedarf kann die verfügbare Leistung entsprechend des steigenden Bedarfs schrittweise erhöht werden.
Um allein mit dem Vertrieb von Strom profitabel zu werden, benötigt das Unternehmen im jeweiligen Land 20.000 Anschlussnehmer. Da dies noch in keinem Land erreicht ist und das Erreichen der Gewinnzone bei alleinigem Vertrieb von Strom zu lange gedauert hätte, wurden weitere Erlösmöglichkeiten geschaffen. Mit den zusätzlichen Angeboten zur Trinkwasseraufbereitung, Pumpleistungen zur Feldbewässerung, Kühlsystemen und Kommunikationsdienstleistungen verkürzt sich die Zeit bis zum Erreichen der Profitabilität. Africa GreenTec verkauft den Dorfbewohnern lediglich die Aufbereitung und das Pumpen von Wasser, nicht aber das Wasser selbst.

#### Crowdinvesting-Plattform für C&I-Projekte als ergänzendes Geschäftsmodell
Auf einer eigenen Crowdinvesting-Plattform startet das Unternehmen 2023 mit der Finanzierung von Projekten im C&I-Segment. Dabei wird bei Unternehmen, die bisher die Eigenstromversorgung mit Dieselgeneratoren sichergestellt haben, die Energieversorgung auf Photovoltaik mit Speicher umgerüstet. Das jeweilige Unternehmen bezahlt dann an Africa GreenTec den Betrag, den es bisher für Diesel ausgegeben hat, bis nach fünf bis sieben Jahren die Anlage abbezahlt ist. Anschließend geht die Anlage ins Eigentum des Unternehmens über. Das erste Projekt dieser Art ist die Umstellung einer Ziegelfabrik im Senegal auf erneuerbare Energien. Die Finanzierung dieses Projektes startet Ende 2023. Das Ziel ist es, den Verbrauch von 180 Litern Diesel pro Tag zu substituieren. Bei diesem Projekt kommt erstmalig das neu entwickelte Solartainer-Modell KANI zum Einsatz.

### Markteintritt, Expansion, Gesamtmarkt

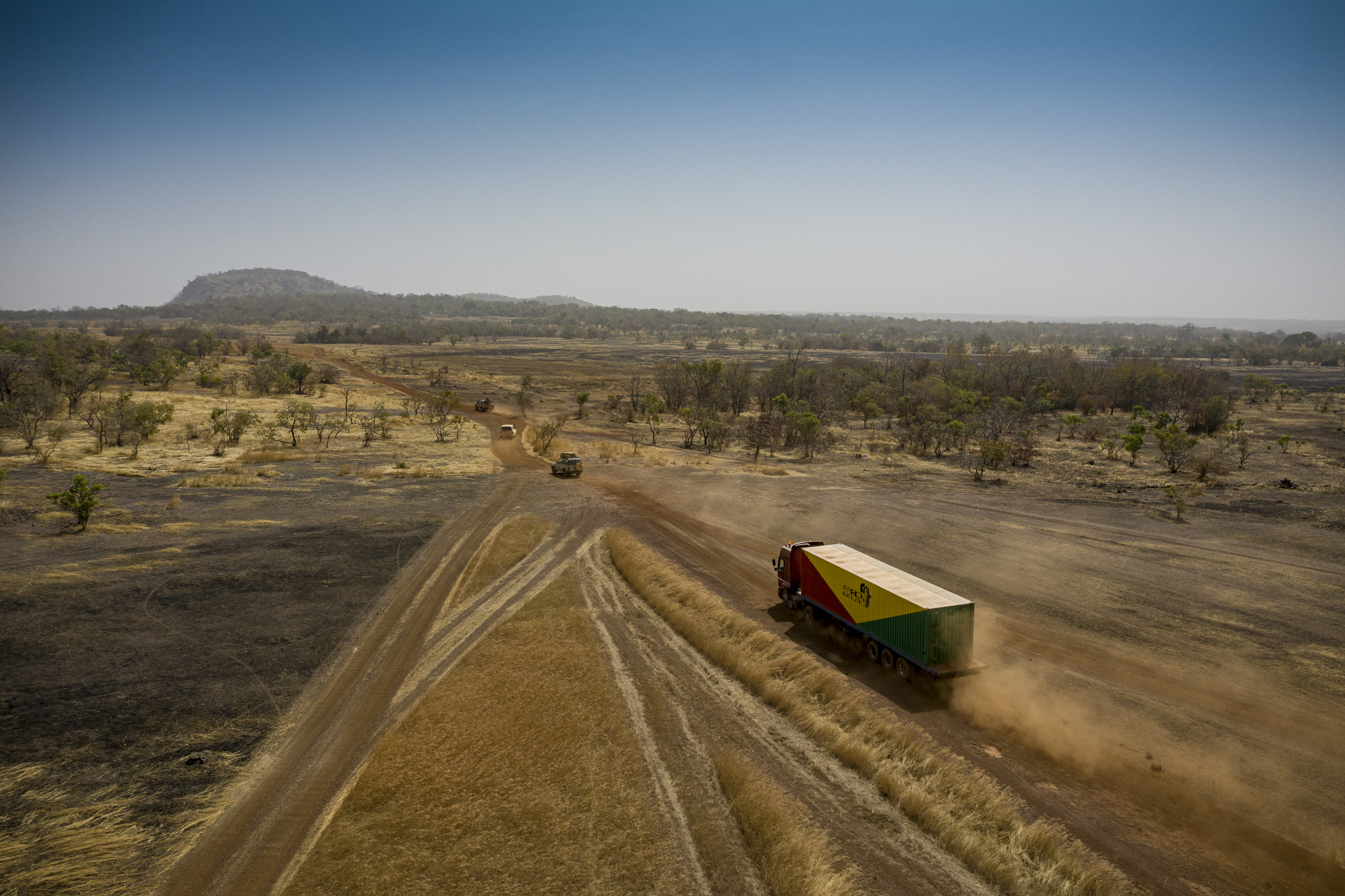
Solartainer auf dem Weg in ein Dorf in Mali.

Africa GreenTec betrachtet den globalen Süden als potentiellen Gesamtmarkt für ihre Produkte und Dienstleistungen. Aktuell ist Subsahara-Afrika der Markt, in dem Africa GreenTec aktiv ist. Der erste Solartainer – ein 20-Fuß-Prototyp – wurde 2015 in Mourdiah in Mali aufgebaut. Danach wurde der erste 40-Fuß-Prototyp in Amaloul im Niger aufgestellt. Der zweite 40-Fuß-Solartainer aus der Vorserie wurde in Djoliba in Mali installiert. Anschließend wurden etliche Solartainer in malischen Dörfern installiert. Eine Ausdehnung der Marktpräsenz erfolgte dann in den Senegal. Eine massive Ausweitung der Geschäftsaktivitäten war für den Tschad bereits mit Idriss Déby, dem Präsidenten des Tschad, vertraglich vereinbart worden. Nach dem gewaltsamen Tod des Präsidenten wollte Africa GreenTec zunächst die vertraglichen Vereinbarungen weiterhin umsetzen. Schlussendlich musste sich Africa GreenTec aus dem Tschad jedoch zurückziehen, nachdem Mitarbeiter bedroht und Ausrüstung von Africa GreenTec beschädigt worden war.
Nach Niger, Mali und dem Senegal wurden die Aktivitäten nach Madagaskar ausgedehnt. Madagaskar ist das erste Land in Subsahara-Afrika außerhalb der Sahelzone, in dem Africa GreenTec eine Anlage in Betrieb genommen hat. In Madagaskar kooperiert Africa GreenTec mit dem Ökostromanbieter Polarstern. Die erste ImpactSite auf Madagaskar wurde in Mahavelona installiert. 2023 erfolgte der Markteintritt in Ghana. Dort wurde zunächst in einem SOS-Kinderdorf in der Gemeinde Papramanten eine Wasseraufbereitungsanlage, ein Watertainer, errichtet. Weitere Anlagen in Kooperation mit SOS-Kinderdorf sind geplant.
Nach dem Gewinn einer internationalen Ausschreibung, eröffnete Africa GreenTec 2023 Tochterunternehmen in Kenia und Uganda. Darüber hinaus ist die Expansion nach Namibia und Sambia durch die Eröffnung von Ländergesellschaften vorbereitet. Der Markt in Ruanda wird aktuell über einen Vertriebspartner betreut. Über den Markt in Subsahara-Afrika hinaus können über Vertriebspartner bestimmte Produkte auch in Kroatien, und Spanien erworben werden. In Deutschland ist es möglich, die Kühlschranksysteme zu bestellen.

## Finanzierung
Der erste Solarcontainer in Mourdiah (Mali) wurde im März 2015, vor der Unternehmensgründung, durch ein Crowdfunding finanziert. Die Finanzierung des auch von der deutschen und malischen Regierung unterstützten Projektes wird u. a. durch die Betreibergesellschaft Africa GreenTec Asset GmbH mittels der vorliegenden Anleihe sowie durch mehrere Crowdinvesting-Initiativen sichergestellt. Diese Investitionen wurden u. a. durch das Instrument einer Investitionsschutzgarantie der Bundesrepublik Deutschland abgesichert.
Bereits 2018 unterstützte die Deutsche Investitions- und Entwicklungsgesellschaft mbH als Teil der Internationalen Klimaschutzinitiative des Bundesumweltministeriums den Aufbau einer Anlage im Niger.
Seit 2020 wird für die Finanzierung des Unternehmens und der Projekte wieder stärker auf Crowdinvesting gesetzt.

### Anleihe 2017
Zur Finanzierung der Solartainer in Mali gab die Africa GreenTec Asset GmbH Ende 2017 eine Anleihe heraus. Diese Anleihe richtete sich an institutionelle Anleger, wie die GLS-Bank und Family-Offices. Das Emissionsvolumen der Anleihe betrug 10 Millionen € und es wurden insgesamt darüber rund 7 Millionen € gezeichnet und in Anlagen in Mali investiert.

### Crowdinvestingkampagnen zur Unternehmensbeteiligung
Die Gründer von Africa GreenTec haben zur Unternehmensfinanzierung neben Business Angels und institutionellen Anlagern bereits vor Unternehmensgründung Privatanleger in Finanzierungsrunden beteiligt.
Von Mai 2020 bis Mai 2021 konnten sich Crowdinvestoren direkt an Africa GreenTec im Rahmen der Series A beteiligen. Als Finanzierungsinstrument wurden Genussrechte genutzt. Insgesamt haben sich 2.213 Investoren beteiligt. Es wurden von diesen insgesamt 4.212.250 € in das Unternehmen investiert. Die Genussrechte haben eine Laufzeit von 15 Jahren. Ein früherer Exiterlös ist im Fall eines früheren Börsengangs oder des Einstiegs eines strategischen Großinvestors möglich. Die Rendite für die Crowdinvestoren ergibt sich aus einer Beteiligung an der Unternehmenswertsteigerung am Ende der Laufzeit oder bei Kündigung im Rahmen eines Börsengangs und einer Beteiligung an Bilanzgewinnen. Eine Nachschusspflicht der Anleger besteht nicht. Da es sich um ein Risikoinvestment handelt, wurden die Anleger gemäß Vermögensanlagengesetz vor dem bestehenden Totalverlustrisiko gewarnt.
Mit der Investition sollten die Anlager Africe GreenTec dabei unterstützen, bis zu 500.000 Menschen in der Sahelzone mit Strom zu versorgen, bis zu 20.000 Tonnen CO2 einzusparen und bis zu 6.000 Kleinunternehmen bei der wirtschaftlichen Entwicklung zu unterstützen.
Da aus dem Kreis der Privatanleger eine weitere Möglichkeit zur Beteiligung an der Africa GreenTec AG gewünscht wurde, wurde im Rahmen einer Series B von Juli 2022 bis Juli 2023 eine erneute Unternehmensbeteiligung für Crowdinvestoren durchgeführt. Die Finanzierungsbedingungen waren analog zur Series A gestaltet. Insgesamt haben sich 1.706 Investoren beteiligt. Es wurden von diesen insgesamt 3.204.500 € in das Unternehmen investiert.
Mit der Series B wurden auch die Ziele erhöht. Mit der Investition sollen die Anlager Africe GreenTec dabei unterstützen, bis zu 3.000.000 Menschen in Subsahara-Afrika mit Strom zu versorgen, bis zu 1.200.000 Tonnen CO2 einzusparen und bis zu 46.000 Kleinunternehmen bei der wirtschaftlichen Entwicklung zu unterstützen.

### Projektfinanzierungen
2023 starten nach Abschluss der Series B die ersten größeren Projektfinanzierungen im C&I-Segment von Africa GreenTec, die für Privatanleger zugänglich gemacht wurden. Die bisherigen größeren Projektfinanzierungen waren institutionellen Anlegern vorbehalten. Über Crowdinvestoren wurde noch vor der Unternehmensgründung 2015 der Solartainer für das Dorf Mourdiah in Mali finanziert. Neben den Unternehmensbeteiligungen der Series A und B wurde bisher durch Privatanleger 100 Solarpumpen für Landwirte im Senegal finanziert. Bei Solarpumpen und Wasseraufbereitungsanlagen kooperiert Africa GreenTec mit der WILO SE aus Dortmund.
Mit der Finanzierung einer Dekarbonisierung einer Ziegelei im Senegal wird erstmals die Finanzierung für ein Projekt bei einem größeren Produktionsbetrieb über Crowdinvesting finanziert. Africa GreenTec hat angekündigt, weitere eigene Projektfinanzierungen zukünftig über eine eigene Plattform anzubieten. Bisher wurden dafür Plattformen anderer Anbieter, wie bettervest, crowd4climate etc. genutzt.

## Konzernstruktur

### Tochter- und Landesgesellschaften
Die Africa GreenTec AG, Hainburg ist die Muttergesellschaft der Africa GreenTec-Gruppe mit folgenden Landesgesellschaften. Die Gesellschaftsanteile der jeweiligen Landesgesellschaften werden von der Africa GreenTec Asset GmbH gehalten.
Der Anlagenbetrieb in Mali erfolgt durch eine in Mali gegründete Betreibergesellschaft Africa GreenTec Électricité Rurale SARL, die neben der Africa GreenTec Asset GmbH auch malische Anteilseigner und Geschäftsleiter hat.
Der Anlagenbetrieb im Senegal sowie der Vertrieb erfolgt durch Africa GreenTec Sénégal.
Der Anlagenbetrieb im Niger erfolgt durch Africa GreenTec Niger SARL.
Der Anlagenbetrieb in Madagaskar erfolgt durch Africa GreenTec Madagascar SARLU.
Für den Markteintritt in Namibia wurde die Africa GreenTec Namibia LTD gegründet.
Für den Markteintritt in Kenia wurde die Africa GreenTec LLC Limited gegründet.
Für den Markteintritt in Sambia wurde die Africa GreenTec Zambia LTD gegründet.

## Aktivitäten und Projekte

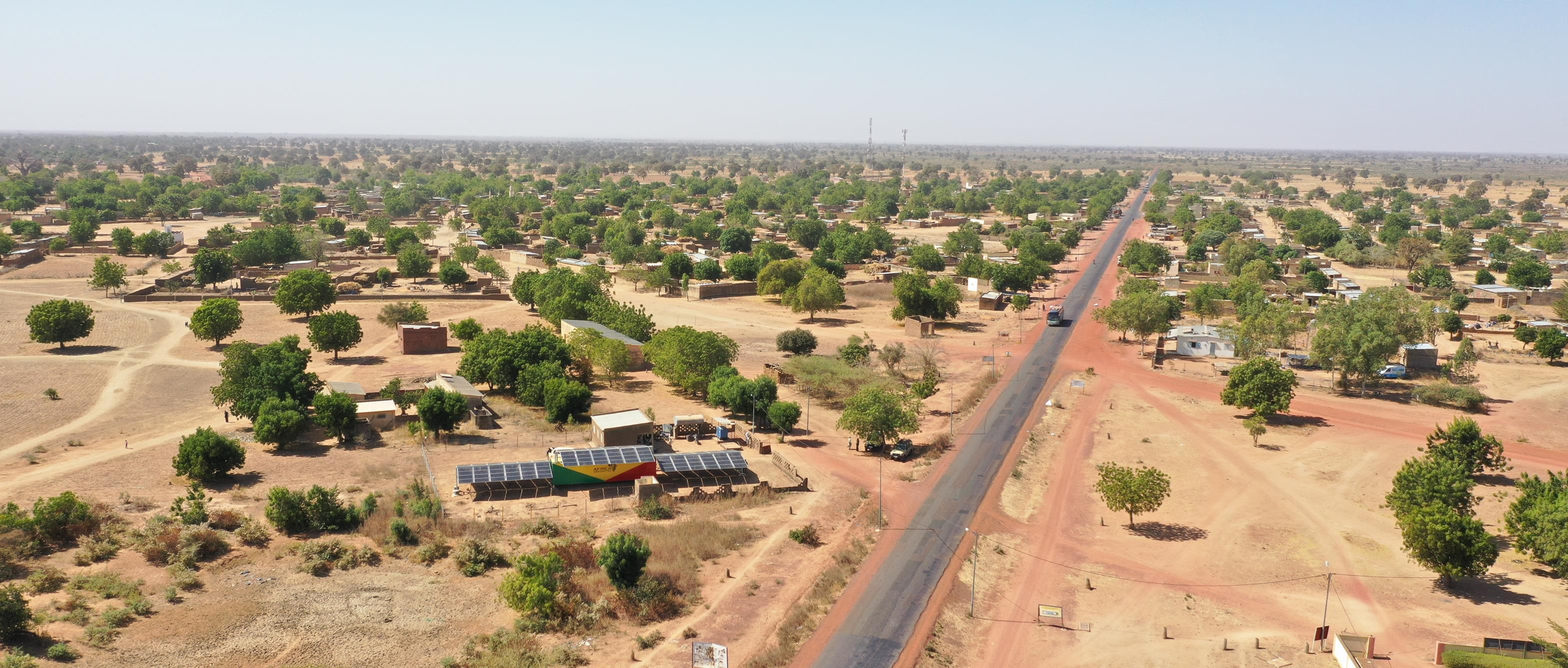
Solartainer von Africa GreenTec im Dorf Cinzana-Gare, Mali

Africa GreenTec entwickelt und produziert unter Einbindung lokaler Arbeitskräfte für den afrikanischen Kontinent mobile „Solartainer“: Solarmodule für Batteriespeicher, Wasserreinigungsanlagen, Satellitenantennen, welche in einem Container verbaut sind. Der Strom wird per Vorauskasse über intelligente Zähler an die Dorfbewohner verkauft. Ein smartes Minigrid verteilt den Strom und ermöglicht Datenanalysen sowie Fernwartung. Die eingesetzten Solarmodule können die alten Dieselgeneratoren ersetzen und sparen CO2-Emissionen sowie längerfristig Kosten ein. Je nach Bedarf lassen sich mehrere Solarcontainer zu einem noch größeren Inselnetz zusammenschalten.

### Aktivitäten und Projekte in Mali

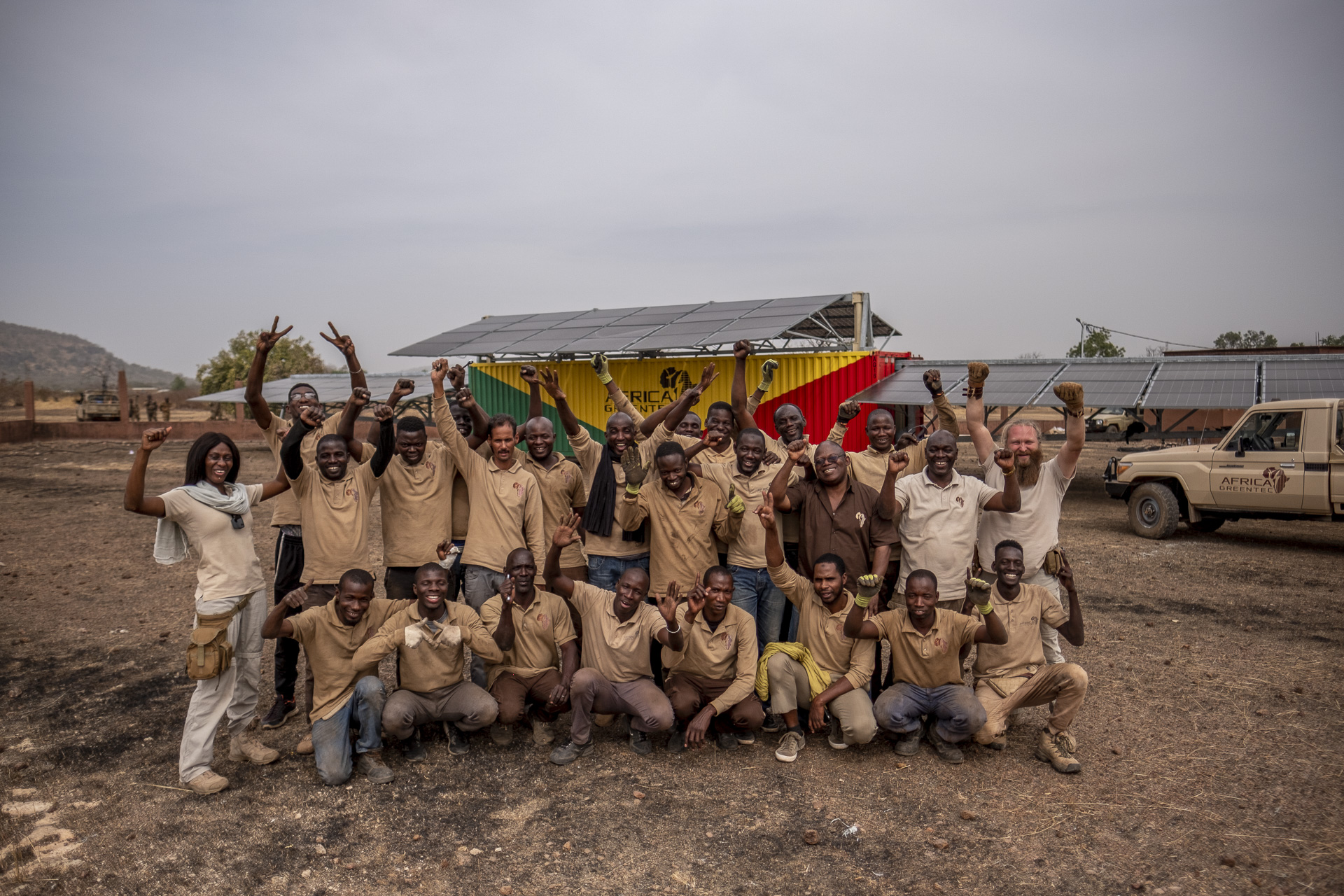
Africa GreenTec-Team nach aufgebauter Anlage in Sirakoro in Mali 2021

In Mali ist Africa GreenTec seit 2015 aktiv. Dort werden mit Stand zum 1. September 2023 nach Unternehmensangaben in 24 Dörfern Solartainer und Stromnetze betrieben, auf- oder ausgebaut. In den bereits mit Strom versorgten Dörfern leben nach Angaben des Unternehmens rund 115.000 Menschen. Der Anlagenbetrieb in Mali erfolgt durch eine in Mali gegründete Betreibergesellschaft Africa GreenTec Électricité Rurale SARL, die neben der Africa GreenTec Asset GmbH auch malische Anteilseigner und Geschäftsleiter hat.
Neben den ImpactSites im Eigenbetrieb tritt Africa GreenTec in Mali auch als Betriebsführer für Mini-Grids anderer Anbieter auf. Für das Jahr 2024 sind C&I Projekte und der Vertrieb von ImpactProducts angekündigt. Des Weiteren unterstützt Africa GreenTec NGOs im Bereich Energieversorgung.

### Aktivitäten und Projekte im Niger

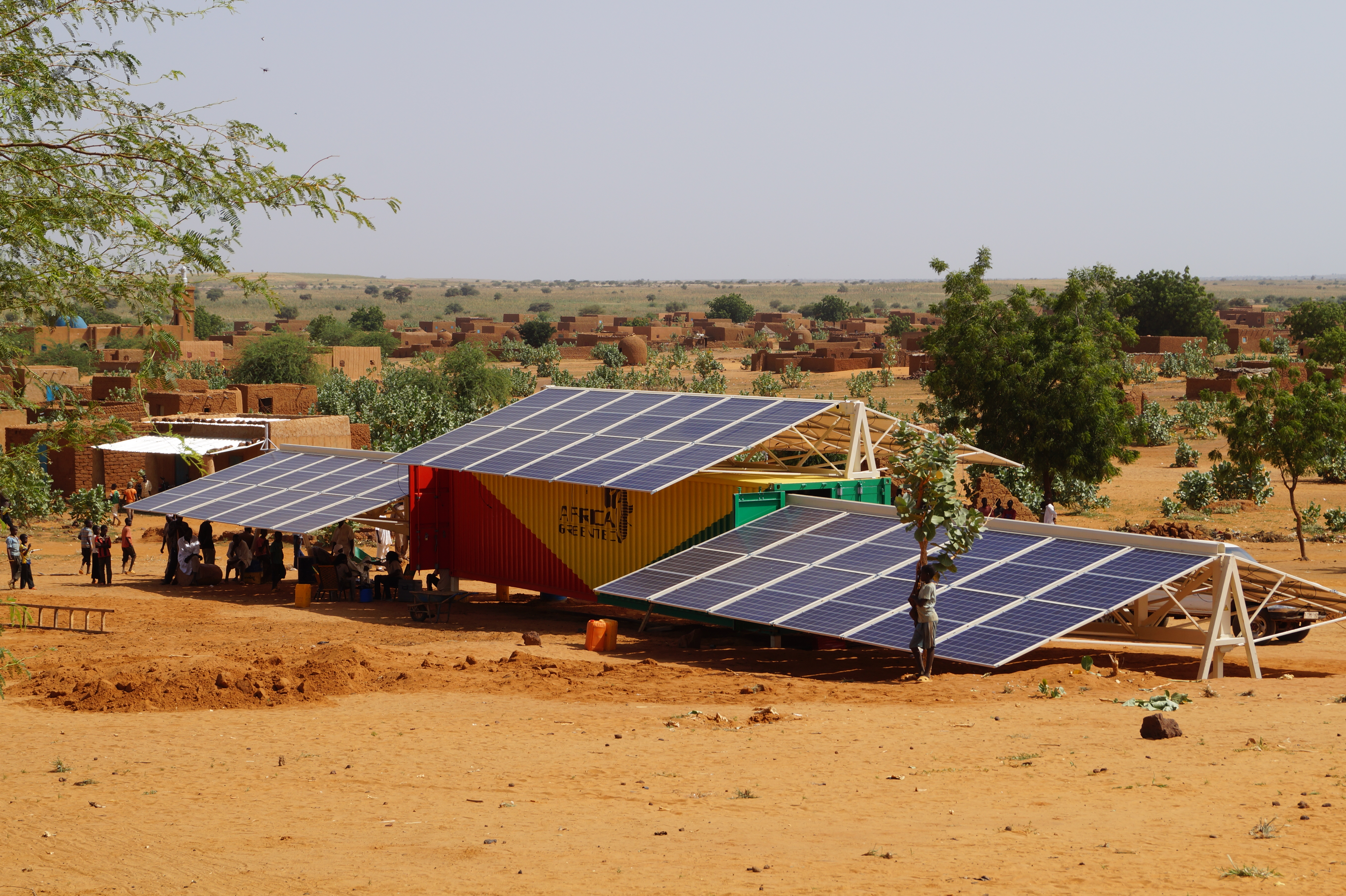
Solartainer in Amaloul, Niger

Im Niger ist Africa GreenTec seit 2016 aktiv. Dort werden mit Stand zum 1. September 2023 nach Unternehmensangaben in 2 Dörfern Solartainer und Stromnetze betrieben. In den bereits mit Strom versorgten Dörfern leben nach Angaben des Unternehmens rund 30.000 Menschen. Der Anlagenbetrieb im Niger erfolgt durch die im Niger gegründete Betreibergesellschaft Africa GreenTec Niger SARL.
Neben den ImpactSites im Eigenbetrieb ist Africa GreenTec an einem Forschungsprojekt für Wasserstoff beteiligt und unterstützt NGOs im Bereich Energieversorgung. Des Weiteren sollen ab 2024 Projekte mit den Vereinten Nationen umgesetzt werden.
Nach dem Militärputsch in Niger 2023 teilt Africa GreenTec mit, die Geschäftsaktivitäten im Niger fortzusetzen und auszubauen.

### Aktivitäten und Projekte im Senegal

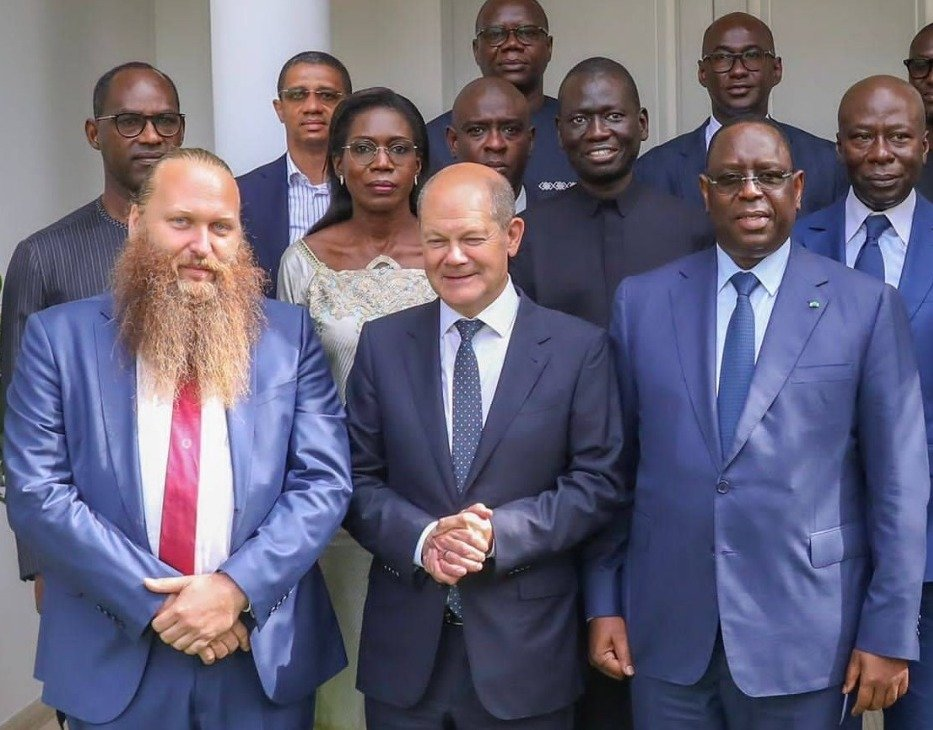
Torsten Schreiber, Bundeskanzler Olaf Scholz, Präsident Macky Sall 2022 in Dakar, Senegal

Africa GreenTec hat in den neuen Zielmärkten Senegal und Madagaskar im ersten Halbjahr 2022 ImpactSites als Pilotprojekte umgesetzt. Im Senegal wurde die Gemeinde N'diob mit einer ImpactSite ausgestattet.
In den nächsten Jahren plant Africa GreenTec die Neueröffnung eines Produktions-, Schulungs- und Vertriebszentrums in Dakar (Senegal). Das Sozialunternehmen möchte damit die Projektumsetzung effizienter gestalten, eine lokale Produktion in Afrika etablieren und somit noch mehr Impact vor Ort schaffen. Durch kürzere Lieferwege und die Umstellung der Produktion auf 100 % erneuerbare Energie soll außerdem der CO2-Ausstoß weiter minimiert werden.

### Aktivitäten und Projekte in Madagaskar
In Madagaskar ist Africa GreenTec seit 2020 aktiv. Dort werden mit Stand zum 1. September 2023 nach Unternehmensangaben in 2 Dörfern Solartainer und Stromnetze betrieben. In den bereits mit Strom versorgten Dörfern leben nach Angaben des Unternehmens rund 18.000 Menschen. Der Anlagenbetrieb in Madagaskar erfolgt durch die in Madagaskar gegründete Betreibergesellschaft Africa GreenTec Madagascar SARLU.
In Madagaskar wurde das Dorf Mahavelona in Zusammenarbeit mit dem Ökostromanbieter Polarstern elektrifiziert. Die ImpactSite in Mahavelona ist das erste Mini-Grid in Madagaskar, das auf ein rein erneuerbares Energiekonzept setzt und dabei ohne den sonst üblichen Einsatz eines Dieselgenerators für die Nacht auskommt.
Neben den ImpactSites im Eigenbetrieb unterstützt Africa GreenTec NGOs im Bereich Energieversorgung. Des Weiteren werden Innovationen im Feld getestet, mit denen der Entwaldung in Madagaskar Einhalt geboten werden soll. Dabei wird die Akzeptanz von E-Kochern getestet und Biogas-Projekte umgesetzt. Ein Aspekt dabei ist auch die Reduzierung gesundheitsschädlicher Rauchgase, die beim Kochen mit Holz entstehen und die Lebenserwartung vieler Frauen absenken.

### Aktivitäten und Projekte in Kenia und Uganda
In Kenia und Uganda hat Africa GreenTec einen Auftrag vom UNHCR erhalten, die Energieversorgung in drei Flüchtlingslagern auf Erneuerbare Energien umzubauen. Bisher werden dort Dieselgeneratoren zur Stromversorgung betrieben. Innerhalb der nächsten 10 Jahre will das UNHCR seine Infrastruktur, den Fuhrpark und den Reiseverkehr umgestalten, um seinen ökologischen Fußabdruck zu minimieren. Für die Flüchtlingslager Kakuma in Kenia und die Flüchtlingslager Adjumani und Yumbe in Uganda, hat Africa GreenTec den Auftrag erhalten. Die Anlage befinden sich im Bau und eine Inbetriebnahme ist für Anfang 2024 geplant.

### Engagement im Bereich Umwelt und Klima
Die Ziele für nachhaltige Entwicklung (SDG) der Vereinten Nationen sind ein Kernelement bei der Entwicklung von Produkten und Dienstleistungen von Africa GreenTec. Dabei ist das SDG 7 (Bezahlbare und saubere Energie) das zentrale Ziel. Das Produktportfolio von Africa GreenTec basiert auf dem stabilen Zugang zu Elektrizität, die mit den Solartainern klimaneutral produziert wird. Darüber hinaus ergänzen die weiteren Dienstleistungen die positive Wirkung und tragen zur Erfüllung zahlreicher weiterer Nachhaltigkeitsziele bei.

## Öffentliche Wahrnehmung
Das Proof of Concept erfolgte mit der Aufstellung des ersten Prototyps in einem 40-Fuß-Container und der Inbetriebnahme in Amaloul. Der Transportweg führte über unbefestigte Wüstenstraßen und durch unsichere Gebiete und musste daher von Militär eskortiert werden. Ziel war es zu beweisen, dass eine Umsetzung in Amaloul möglich ist. Das Unternehmen ging davon aus, was in Amaloul möglich ist, sei auch an Orten möglich, wo die Bedingungen einfacher und besser sind, als diese in Amaloul waren. Der Weg von der Produktion in Deutschland bis zur Inbetriebnahme war Gegenstand der preisgekrönten ZDF-Dokumentation „Die Solarstrommacher“.
Nachdem Afric GreenTec im Gründungsjahr 2016 den Handelsblatt Energy Awards in der Kategorie Startup gewonnen hat, hat das Handelsblatt fünf Jahre danach einen breiten Hintergrundartikel über das Unternehmen veröffentlicht.
Der Gründer wird regelmäßig in Podcasts und Events in der Nachhaltigkeits- und Gründerszene eingeladen.
Der Südwestrundfunk hat Africa GreenTec begleitet, den Gründer interviewt und berichtet über die wirtschaftliche Entwicklung in den Dörfern nach deren Elektrifizierung.

### Kritik
Während der Trauzeugenaffäre um Robert Habecks damaligen Staatssekretär Patrick Graichen wurden dem Staatssekretär Udo Philipp Interessenkonflikte im Zusammenhang mit dessen Beteiligung an Africa GreenTec und der Vergabe von Fördermitteln des Bundesministerium für Wirtschaft und Klimaschutz vorgeworfen. Laut Business Insider betätigte Philipp sich als Investor bei Start-ups und unterstützt diese durch stille Einlagen, Kredite und offene Beteiligungen. Am 18. Mai 2023 veröffentlichte sein Arbeitgeber, das Bundesministerium für Wirtschaft und Klimaschutz, unter anderem seine direkten Beteiligungen von 4,1 % an der Africa GreenTec AG in Hainburg. Im Zuge einer Befragung der Wirtschafts- und Energieausschüsse am 24. Mai 2023 gab das Wirtschaftsministerium bekannt, dass Staatssekretäre nicht über konkrete Förderungen von Startups entscheiden, sondern diese Entscheidung auf Fachebene getroffen wird. Auch teilte Wirtschaftsminister Habeck mit, dass das für die Entscheidung zuständige Referat nicht zu Udo Philipps Organisationsbereich, sondern jenem von Staatssekretär Graichen zugeordnet war.
Im zeitlichen Zusammenhang erschienen weitere kritische Artikel, in denen die Urteilskraft des Staatssekretärs hinsichtlich seiner Investition in Africa GreenTec angezweifelt wurde. Demnach sei Africa GreenTec hochverschuldet und die Rückerwirtschaftung der bisherigen Investitionen sei fragwürdig. Geht das Geschäftsmodell jedoch auf, würde Udo Philipp damit zum Multimillionär.
Dieser Darstellung hat Africa Greentec Gründer Torsten Schreiber unter anderem auf LinkedIn widersprochen.

### Auszeichnungen
- 2022: Top Tier Impact Award[91]
- 2021: Public Value Award[92]
- 2021: Vordenker-Award/Leserpreis des portfolio institutionell Verlags[93]
- 2020: Bayreuther Vorbildpreis der bayreuther dialoge dem Zukunftsforum für Ökonomie, Philosophie und Gesellschaft[94]
- 2020: AFSIA-Award: Mini Grid Project of the Year[95]
- 2020: Mini Grid Project of the Year der Africa Solar Industry Association[96]
- 2018: Hessischer Staatspreis für intelligente Energie[97]
- 2017: Mobile Photovoltaik-Kraftwerk Solartainer wurde zum Ausgezeichneten Ort im Land der Ideen gekürt[98]
- 2016: Preisträger bei den Handelsblatt Energy Awards in der Kategorie Startup
- 2016: pv magazine award in der Kategorie „top business model“[99]